# グロスター＝エディンバラ公爵

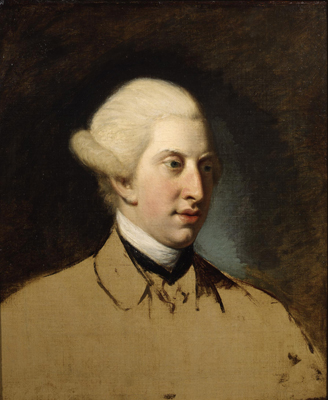
初代グロスター＝エディンバラ公爵ウィリアム・ヘンリー王子、1770年から1772年頃。

グロスター＝エディンバラ公爵（グロスター＝エディンバラこうしゃく、英語: Duke of Gloucester and Edinburgh）は、グレートブリテン貴族の公爵位。爵位名はグロスターとエディンバラに由来する。

## 歴史

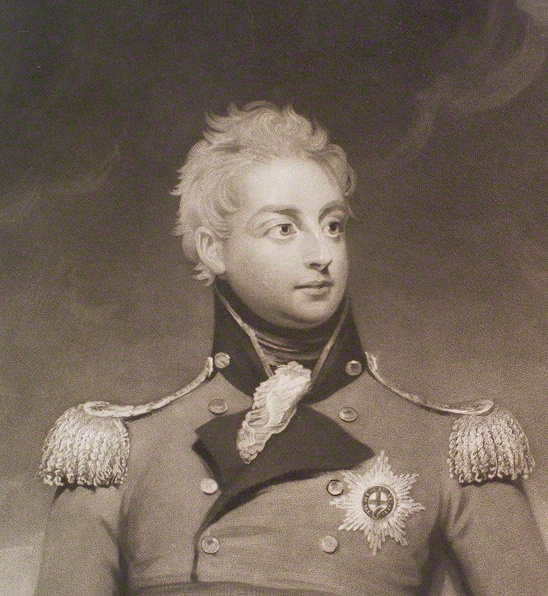
第2代グロスター＝エディンバラ公爵ウィリアム・フレデリック王子

グレートブリテン国王ジョージ3世(1738-1820)は1764年11月に弟ウィリアム・ヘンリー王子(1743-1805)をアイルランド貴族であるコノート伯爵とグレートブリテン貴族であるグロスター＝エディンバラ公爵に叙した。ウィリアム・ヘンリー王子の息子ウィリアム・フレデリック王子(1776-1834)が2代伯爵となったが、ウィリアム・フレデリック王子は息子がおらず、1834年に死去すると爵位は廃絶した。

## グロスター＝エディンバラ公爵（1764年）
- 初代グロスター＝エディンバラ公爵ウィリアム・ヘンリー王子（1743年 – 1805年）
- 第2代グロスター＝エディンバラ公爵ウィリアム・フレデリック王子（1776年 – 1834年）